# NGC 4668
NGC 4668 est une galaxie spirale barrée située dans la constellation de la Vierge. Sa vitesse par rapport au fond diffus cosmologique est de 1 957 ± 24 km/s, ce qui correspond à une distance de Hubble de 28,9 ± 2,1 Mpc (∼94,3 millions d'al). NGC 4668 a été découverte par l'astronome germano-britannique William Herschel en 1787.
NGC 4668 a été utilisée par Gérard de Vaucouleurs comme une galaxie de type morphologique IB(s)m dans son atlas des galaxies,.
La classe de luminosité de NGC 4668 est IV et elle présente une large raie HI. De plus, c'est une galaxie active à raies d’émissions optiques étroites (NLAGN).
À ce jour, huit mesures non basées sur le décalage vers le rouge (redshift) donnent une distance de 17,053 ± 2,647 Mpc (∼55,6 millions d'al), ce qui est nettement à l'extérieur des valeurs de la distance de Hubble. Cependant, cette galaxie est relativement rapprochée du Groupe local. On obtient souvent des distances assez différentes pour les galaxies rapprochées en se basant sur le décalage en raison du mouvement propre de ces galaxies dans le groupe où l'amas où elles sont situées. Cette valeur est peut-être plus près de la distance réelle de cette galaxie. Notons que c'est avec la valeur moyenne des mesures indépendantes, lorsqu'elles existent, que la base de données NASA/IPAC calcule le diamètre d'une galaxie.

## Groupe de NGC 4666
NGC 4668 fait partie d'un trio de galaxies, le groupe de NGC 4666. L'autre galaxie du trio est NGC 4632.
Avec une moyenne de 28,9 ± 1,5 Mpc (∼94,3 millions d'al), les distances de Hubble des trois galaxies du trio sont nettement supérieures aux distances obtenues par des méthodes indépendantes du décalage dont la moyenne est égale à 16,9 ± 0,3 Mpc (∼55,1 millions d'al). Ce trio de galaxies s'éloigne donc de la Voie lactée à une vitesse supérieure à la vitesse produite par l'expansion de l'Univers. Aucune source consultée ne mentionne la cause de cela, cause qui provient habituellement de l'attraction gravitationnelle d'un amas de galaxies. Cependant ce trio ne semble pas appartenir à un amas, car cette appartenance n'est mentionnée par personne à ce jour.